# Plectrohyla chrysopleura
Plectrohyla chrysopleura es una especie de anfibios de la familia Hylidae.
Es endémica del departamento de Atlántida (Honduras).
Sus hábitats naturales incluyen bosques tropicales o subtropicales secos y a baja altitud, montanos secos y ríos. Está amenazada de extinción por la destrucción de su hábitat natural.
La rana macho adulta mide 5.7 a 6.6 cm de largo y la hembra 6.3 a 6.6 cm.  Tiene dientes.  Su piel is gris en color con un poco de bronza y marcas amarillas a los lados de su cuerpo.  Sus piernas son amarillo y verde en color.
Su nombre científico, chrysopleura, es de la palabra Griega chrysos, que es "oro," y pleura que es "lado," según las marcas en los lados del cuerpo.